# Bogensignatur
Bogensignatur und Bogennorm sind Fachbegriffe aus der Buchherstellung. Sie bezeichnen den Rohbogen oder die Lage eines Buches im Zusammenhang der konzipierten Reihenfolge aller Lagen innerhalb des Buchblockes. In der historischen Buchbeschreibung ist dafür der Begriff der Lagenzählung gebräuchlich.
Bis zum Beginn der industriellen Buchherstellung bestanden Bogensignaturen üblicherweise aus Buchstaben und Ziffern (A, A2, A3, B, B2, B3 … Z3, Aa, Aa2, Aa3, Bb, Bb2, Bb3 …).
In der industriellen Buchproduktion wurde die Kennzeichnungen erweitert. Auf der ersten Seite eines jeden Falzbogens steht die Prime, bestehend aus der Bogensignatur und der Bogennorm. Die Bogensignatur gibt die Bogenzahl und die Bogennorm in Kurzform den Autor und den Buchtitel mit der Auflagenbezeichnung an. Beispielsweise so:
8-Schiller,Tell/5. Aufl.
(„der achte Bogen aus der fünften Auflage von Schillers Wilhelm Tell“)
Sie stehen in sehr kleinem Schriftgrad unterhalb des Satzspiegels, im Beschnitt der jeweils ersten Seite oder außen im Bund, ober- oder unterhalb der Flattermarken. Diese beiden Angaben helfen dem Buchbinder, die einzelnen Bogen titelbezogen richtig zusammenzutragen (kollationieren), damit die richtige Reihenfolge der Druckbogen und damit die richtige Seitenfolge gewährleistet ist.
Auf der jeweils dritten Seite eines Bogens befindet sich zur Falzkontrolle die Sekunde, die Bogensignatur mit einem hochgestellten Sternchen:
 8*
Seit dem Ende des 20. Jahrhunderts wird in der Buchherstellung auf diese Art und Weise der Kennzeichnung von Falzbogen verzichtet.